# Леббеке
Леббеке (нидерл. Lebbeke) — коммуна в Бельгии, в провинции Восточная Фландрия. Коммуна состоит из трёх посёлков: собственно Леббеке, Дендербелле (нидерл. Denderbelle) и Визе (нидерл. Wieze) и небольшого населённого пункта Хейзейде (нидерл. Heizijde). Общее население коммуны составляет примерно 17 500 жителей (1 января 2007).

## Транспорт
В Леббеке есть две железнодорожные станции на линии № 60 Жет-Дендермонде, станция Леббеке и станция Хейзейде.

## Экономика
В Визе расположена шоколадная фабрика Chocolade Jacques.

## Достопримечательности
Основные достопримечательности Леббеке — ратуша и церковь Богоматери, расположенные на центральной площади Grote Plaats. Всего же в Леббеке пятнадцать зданий, имеющих статус памятника истории Статус памятника истории имеет вокзальное здание станции Хейзейде.
В Дендербелле статус памятника истории имеют церковь Св. Мартинуса, бывшая ратуша и одна вилла.
В Визе есть тринадцать объектов, имеющих статус памятника истории Центр посёлка имеет статус охраняемого культурного ландшафта.

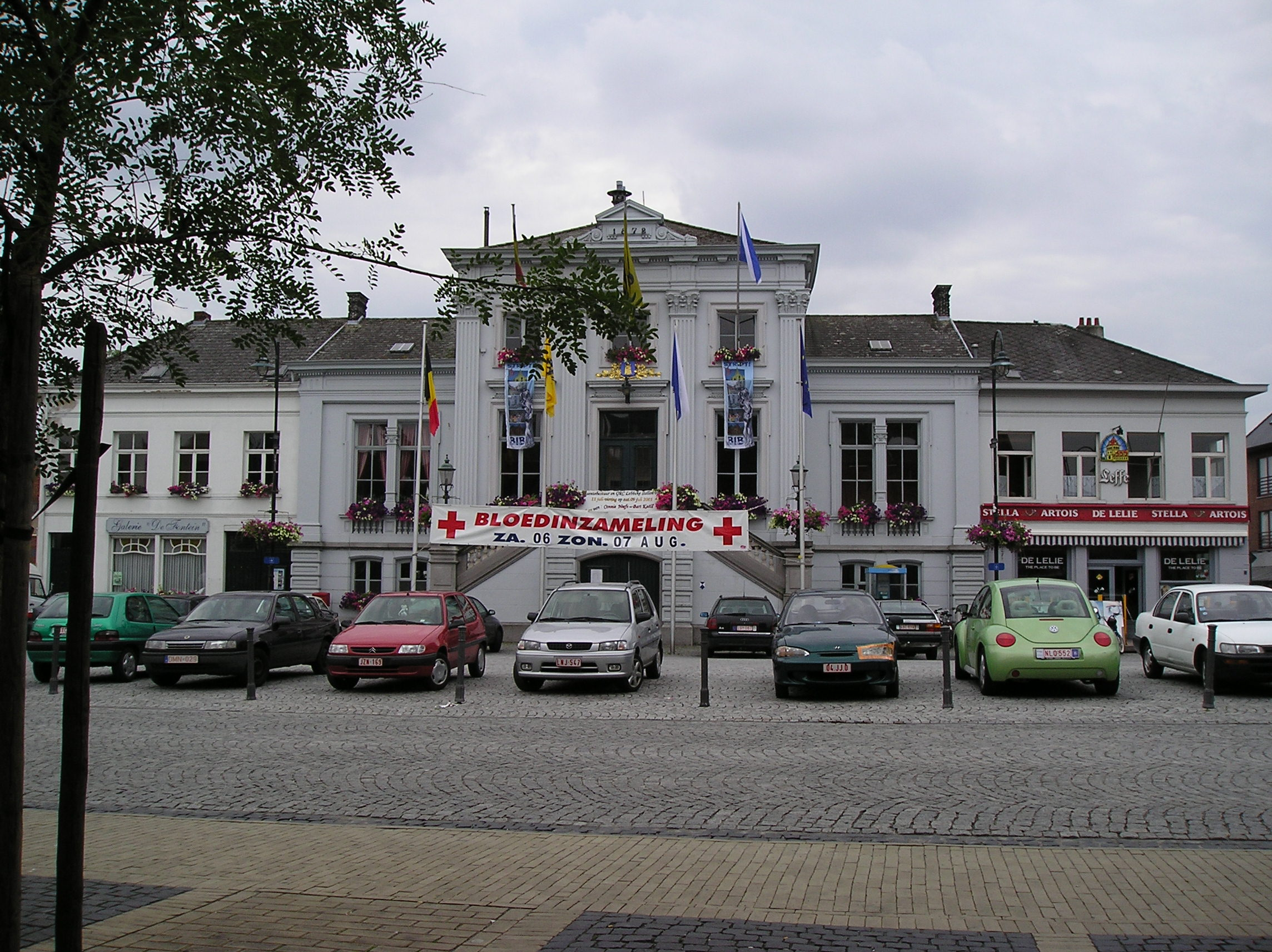
Ратуша Леббеке
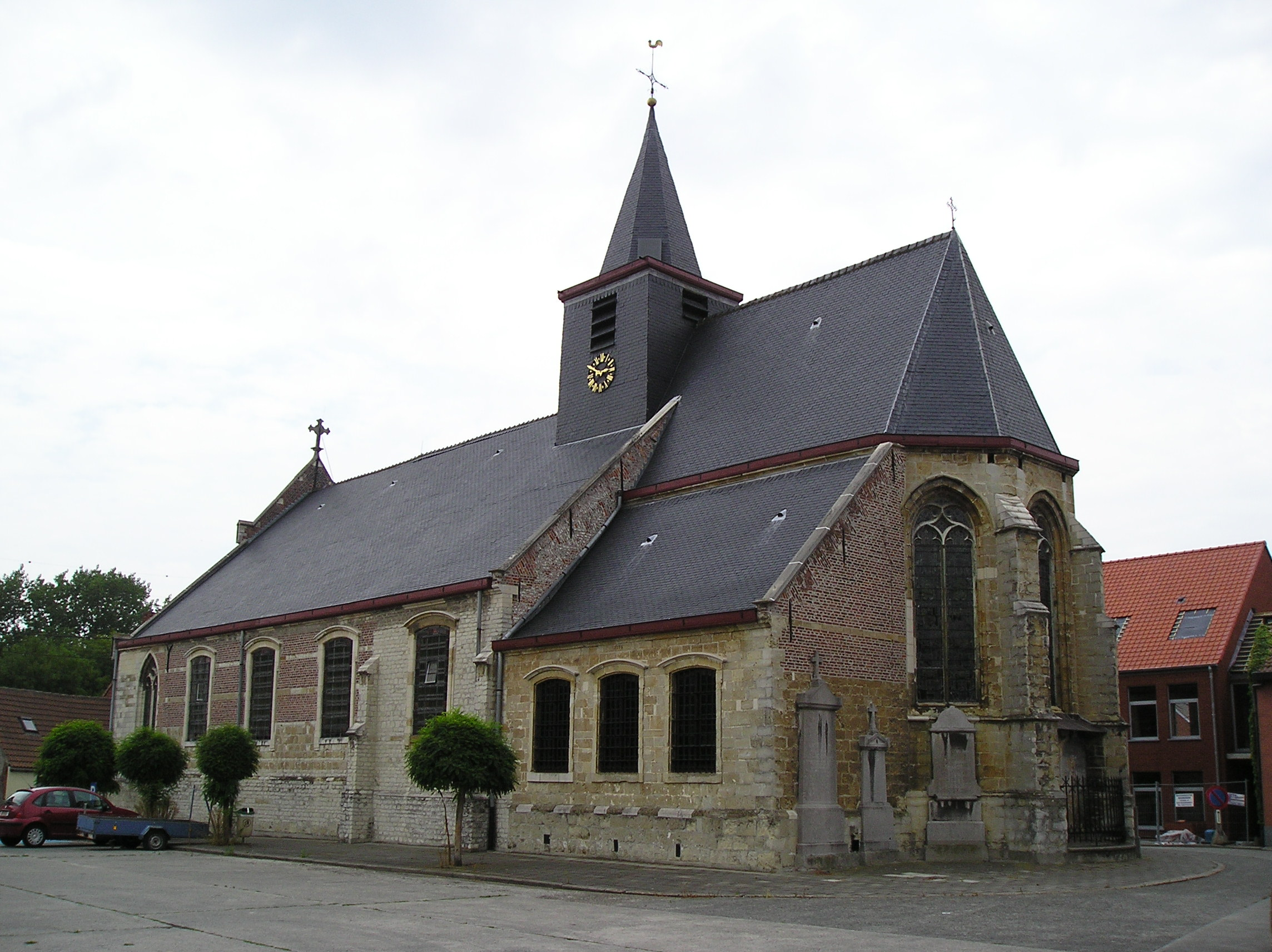
Церковь в Дендербелле
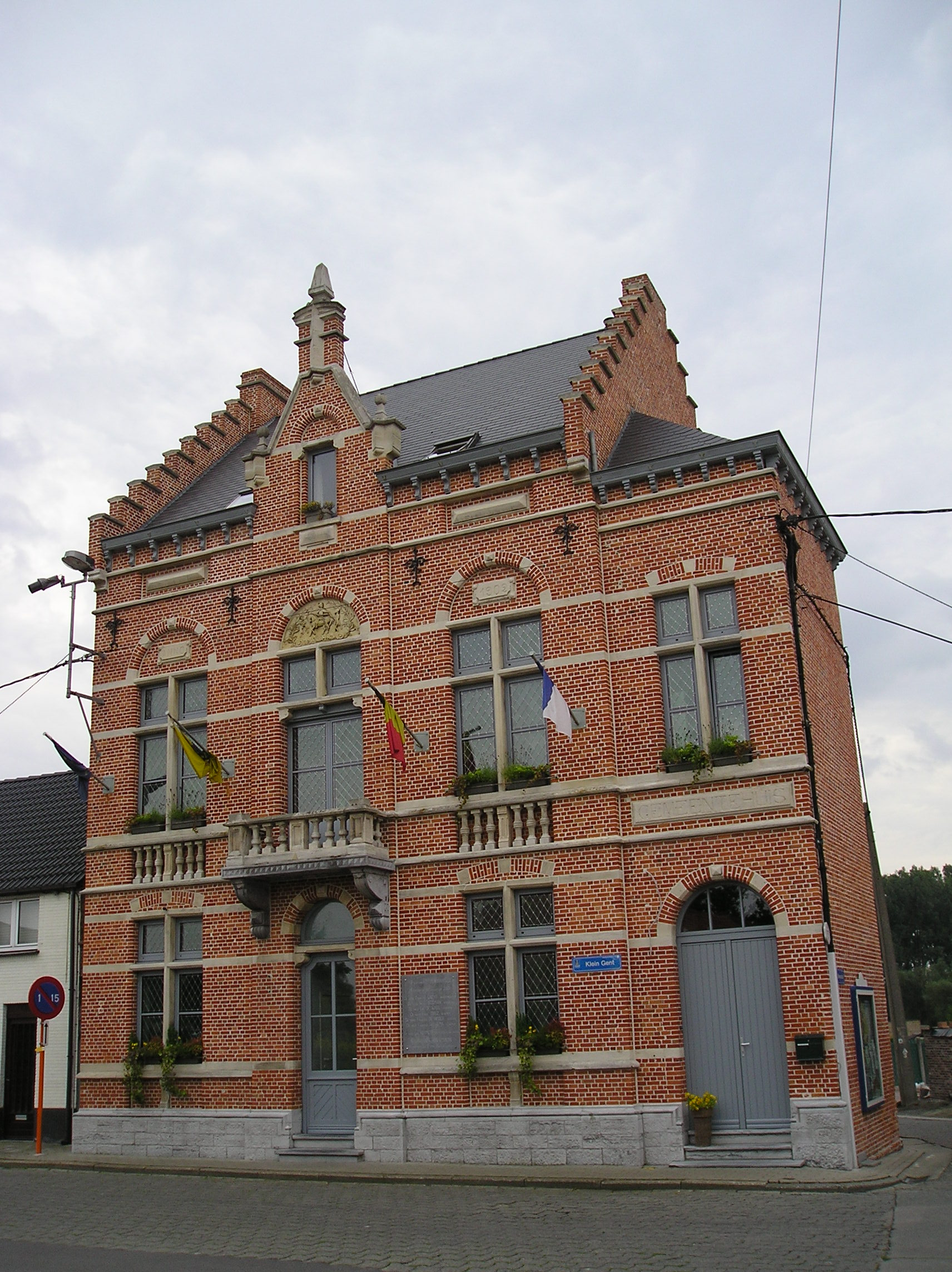
Бывшая ратуша Дендербелле